# Сорин, Мишель
Мишель Сорин (фр. Michel Sorin; род. 18 сентября 1961, Кос-лё-Вивьен, департамент Майен, Франция) — французский футболист и тренер.

## Биография
В качестве футболиста выступал на позиции защитника за «Лаваль», «Брест» и «Ренн». Провел более 300 матчей в Лиге 1. После завершения карьеры Сорин остался в «Ренне», где он работал со второй и юниорскими командами, несколько лет являлся помощником наставника в основе.
В 2009-10 гг. французский специалист трудился в Бенине и некоторое время возглавлял национальную сборную этой страны. Позднее входил в штаб женского клуба «Олимпик Лион».

## Достижения

### Футболиста
- Обладатель Кубка французской лиги (2): 1982, 1984.
- Обладатель Кубка Гамбарделлы (1): 1983/84[2].

### Ассистента тренера
- Победитель женской Лиги чемпионов УЕФА (1): 2019/20.
- Чемпион Франции среди женщин (1): 2019/20.
- Обладатель Кубка Франции среди женщин (1): 2019/20.